# Jessica Carlberg
Jessica Elisabeth Wiveca Carlberg, född 2 februari 1979 i Påskallaviks kyrkobokföringsdistrikt i Kalmar län, är en svensk före detta friidrottare (långdistanslöpare). Hon tävlade för Oskarshamns SK.